# Olesja Barel'
Olesja Ivanovna Barel' (in russo Олеся Ивановна Барель?; Kostroma, 9 febbraio 1960) è un'ex cestista sovietica, dal 1992 russa.

## Carriera
Nella Coppa Ronchetti 1988-1989, ha realizzato 34 punti nelle due semifinali contro l'Enichem Priolo e 21 nella vittoriosa finale sulla Gemeaz Milano.
Con l'Unione Sovietica ha disputato i Giochi olimpici di Seul 1988, due edizioni dei Campionati mondiali (1983, 1986) e sei dei Campionati europei (1980, 1981, 1983, 1985, 1987, 1989).

## Palmarès
- Coppa Ronchetti: 1

CSKA Mosca: 1984-85, 1988-89